# Hungarian International 1995
Die Hungarian International 1995 fanden vom 2. bis zum 5. November 1995 in Budapest statt. Es war die 20. Auflage dieser internationalen Meisterschaften im Badminton von Ungarn.

## Sieger und Platzierte
| Disziplin    | Gold                              | Silber                          | Bronze                               |
| ------------ | --------------------------------- | ------------------------------- | ------------------------------------ |
| Herreneinzel | Anders Boesen                     | Anthony Bush                    | Daniel Eriksson                      |
| Herreneinzel | Anders Boesen                     | Anthony Bush                    | Gerben Bruijstens                    |
| Dameneinzel  | Michelle Rasmussen                | Alison Humby                    | Julia Mann                           |
| Dameneinzel  | Michelle Rasmussen                | Alison Humby                    | Tanya Groves                         |
| Herrendoppel | Julian Robertson Nathan Robertson | Harald Koch Jürgen Koch         | Paweł Kaczyński Michał Łogosz        |
| Herrendoppel | Julian Robertson Nathan Robertson | Harald Koch Jürgen Koch         | Valerij Strelcov Konstantin Tatranov |
| Damendoppel  | Tanya Groves Alison Humby         | Irina Gritsenko Ludmila Okuneva | Natalja Esipenko Elena Nozdran       |
| Damendoppel  | Tanya Groves Alison Humby         | Irina Gritsenko Ludmila Okuneva | Gail Emms Laura Woodley              |
| Mixed        | Jürgen Koch Irina Serova          | Nathan Robertson Gail Emms      | Tjitte Weistra Lotte Jonathans       |
| Mixed        | Jürgen Koch Irina Serova          | Nathan Robertson Gail Emms      | Rajko Kleine Steffi Dohmen           |

## Finalergebnisse
| Disziplin    | Sieger                            | Finalist                        | Ergebnis           |
| ------------ | --------------------------------- | ------------------------------- | ------------------ |
| Herreneinzel | Anders Boesen                     | Anthony Bush                    | 15–9, 15–1         |
| Dameneinzel  | Michelle Rasmussen                | Alison Humby                    | 12–9, 11–4         |
| Herrendoppel | Julian Robertson Nathan Robertson | Harald Koch Jürgen Koch         | 15–18, 15–7, 15–13 |
| Damendoppel  | Tanya Groves Alison Humby         | Irina Gritsenko Ludmila Okuneva | 15–5, 15–7         |
| Mixed        | Jürgen Koch Irina Serova          | Nathan Robertson Gail Emms      | 15–6, 15–8         |